# Zona Reservada Illescas
Die Zona Reservada Illescas ist ein Schutzgebiet in Nordwest-Peru in der Region Piura. Das Reservat wurde am 16. Dezember 2010 eingerichtet. Verwaltet wird es von der staatlichen Naturschutz-Agentur Servicio Nacional de Areas Naturales Protegidas por el Estado (SERNANP). Das Areal besitzt eine Größe von 374,53 km². Das Schutzgebiet dient der Erhaltung einer Küstenwüstenlandschaft im Nordwesten Perus.

## Lage
Das Schutzgebiet erstreckt sich über den Westen der Illescas-Halbinsel an der Pazifikküste südlich der Bucht Bahía de Sechura, 90 km südsüdwestlich der Regionshauptstadt Piura, in Höhen bis zu 440 m. Es befindet sich im Distrikt Sechura in der Provinz Sechura. 

## Ökologie
In dem Gebiet wachsen Colicodendron scabridum und Colicodendron aviceniifolium aus der Familie der Kaperngewächse, Sesuvium portulacastrum aus der Gattung Sesuvium, die Süßgrasart Distichlis spicata sowie Cryptocarpus pyriformis aus der Familie der Wunderblumengewächse. Endemische Pflanzenarten sind Alternanthera peruviana aus der Familie der Fuchsschwanzgewächse, Palaua camanensis und Palaua trisepala aus der Familie der Malvengewächse sowie Nolana cerrateana aus der Familie der Nachtschattengewächse. Zur Meeresfauna an der Küste gehören die Peruanische Sardelle (Engraulis ringens), die Pazifische Sardine (Sardinops sagax), der Pazifik-Bonito (Sarda chiliensis), Trachurus murphyi, die Japanische Makrele (Scomber japonicus), die Großkopfmeeräsche (Mugil cephalus), Cynoscion analis, Paralonchurus peruanus, die Gattung Auchenionchus und die Art Labrisomus philippii, beide aus der Familie der Beschuppten Schleimfische, Anisotremus scapularis aus der Unterfamilie der Grunzer, Dormitator latifrons aus der Familie der Schläfergrundeln, die Krabben-Art Platyxanthus orbignyi, die Grüne Languste (Panulirus gracilis), Octopus mimus aus der Gattung der Oktopusse sowie die Muschelgattung Donax. Weiterhin kommen vor der Küste der Große Tümmler (Tursiops truncatus) und der Buckelwal (Megaptera novaeangliae) vor. Zu den Säugetieren an Land gehören der Sechurafuchs (Lycalopex sechurae) und die Sechura-Blattohrmaus (Phyllotis gerbillus). Zur Vogelwelt der Region gehört Phytotoma raimondii, der Andenkondor (Vultur gryphus), der Chilepelikan (Pelecanus thagus), der Guanokormoran (Phalacrocorax bougainvilliorum), die Buntscharbe (Phalacrocorax gaimardi), der Guanotölpel (Sula variegata), die Peruschwalbe (Progne murphyi), der Feinschnabelämmerling (Xenospingus concolor) und die Grauflanken-Gilbtangare (Sicalis raimondii). Weitere bemerkenswerte Tierarten in dem Schutzgebiet sind Bothrops roedingeri aus der Gattung der Amerikanischen Lanzenottern und Phyllodactylus clinatus aus der Familie der Blattfingergeckos.